# Matterhorn

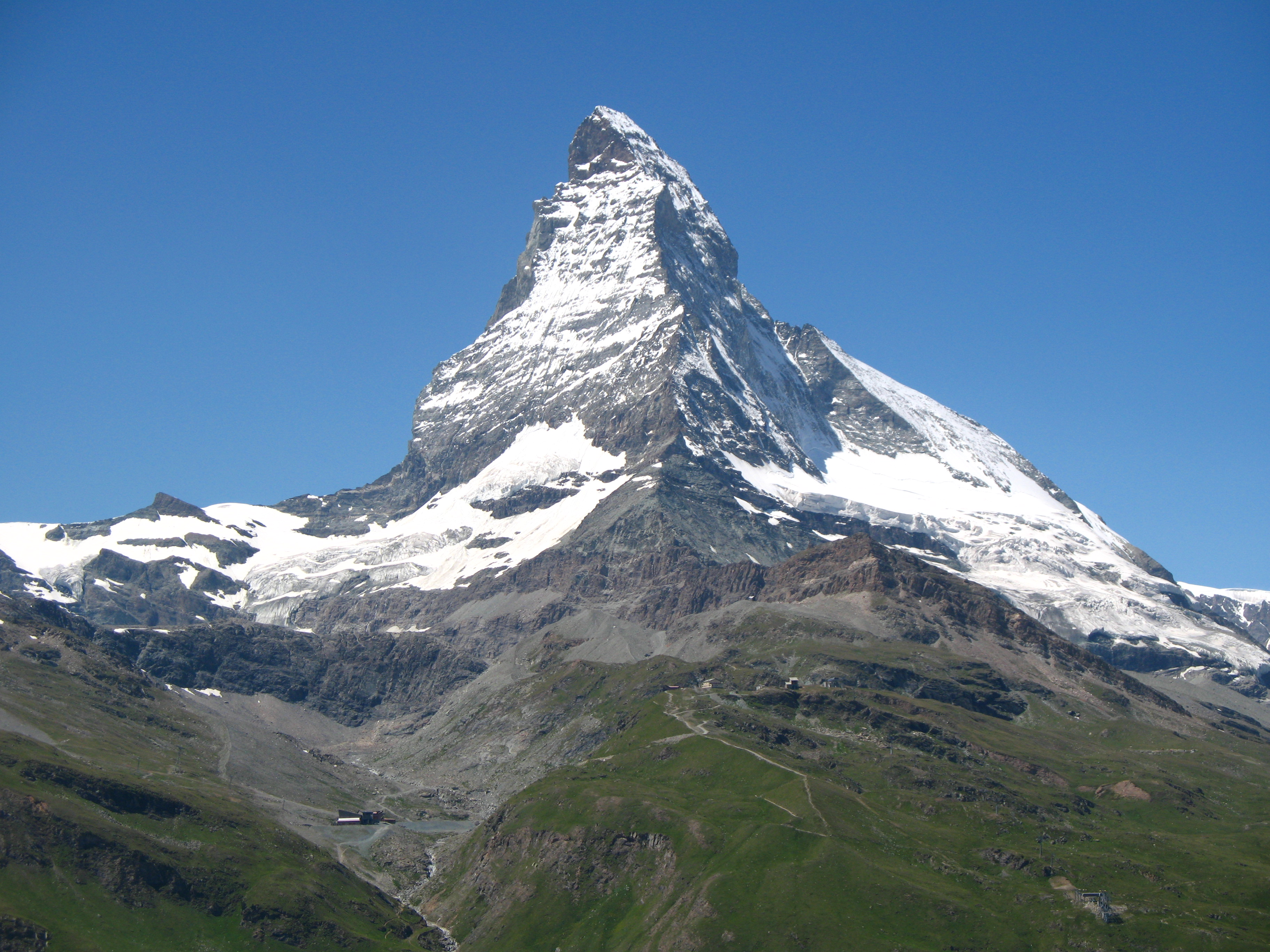
Matterhorn: widok od strony Gornergrat

Matterhorn (wł. Monte Cervino, fr. Mont Cervin; 4478 m n.p.m.) – szczyt w Alpach Pennińskich, szósty pod względem wysokości samodzielny szczyt alpejski. Leży na granicy między Szwajcarią (kanton Valais) a Włochami (region doliny Aosty, Valle d’Aosta), w masywie Matterhorn.
Matterhorn jest jednym z najbardziej znanych szczytów świata, a jego sylwetka jest często utożsamiana z symbolem góry w ogóle. Jego skalno-lodowa piramida samotnie wznosi się wśród pól firnowych i lodowców Alp Pennińskich. Jego najwyższa, zachodnia ściana ma wysokość 1400 metrów, natomiast łączna wysokość względna wynosi około 3000 metrów. Północna ściana ma 1100 metrów wysokości i jest jedną z najwyższych, niezwykle stromych ścian w Alpach i Europie. Tworzy ona wraz z filarem Walkera na Grandes Jorasses i północną ścianą Eigeru tzw. Tryptyk Alpejski – wymarzony cel alpinistów z całego świata. Matterhorn jest jednym z najpóźniej zdobytych szczytów alpejskich, nie tyle z uwagi na rzeczywiste trudności techniczne, co ze względu na odstraszający wygląd.
Z wierzchołka Matterhornu opadają cztery wybitne granie: Hörnli, Lion, Zmütt oraz Furgen.

## Pierwsze wejścia
- 14 lipca 1865 roku na wierzchołku Matterhornu stanęli pierwsi ludzie, był to 7-osobowy zespół Edwarda Whympera, który po kilku nieudanych próbach, osiągnął szczyt wspinając się granią Hörnli. Podczas zejścia cztery osoby zginęły, spadając w przepaść. Ze szczytu powrócili jedynie Whymper i Taugwalderowie. Wypadek spowodował najmniej doświadczony z alpinistów, Douglas Hadow, który podczas schodzenia przewrócił się i wpadł na prowadzącego Michela Croza, a gdy obaj zaczęli się zsuwać w przepaść, pociągnęli za sobą połączonych z nimi liną Charlesa Hudsona i Francisa Douglasa. Pozostali trzej wspinacze ocaleli, gdyż słabsza lina łącząca Douglasa z Peterem Taugwalderem ojcem pękła.
  - Skład zespołu:
  - Edward Whymper (25 lat) – alpinista brytyjski, który w Alpy przyjechał po raz pierwszy w 1860 aby wykonać szkice zamówione przez wydawnictwo Longmana.
  - Michel Croz (35 lat) – przewodnik alpejski z Chamonix.
  - Lord Francis Douglas (18 lat) – syn markiza Queensberry.
  - ks. Charles Hudson (37 lat) – proboszcz anglikańskiej parafii w Skillington w hrabstwie Lincolnshire (Wielka Brytania), bardzo doświadczony alpinista.
  - Douglas Hadow (19 lat) – niewiele o nim wiadomo poza tym, że był to jego pierwszy sezon wspinania.
  - Peter Taugwalder ojciec (45 lat) – szwajcarski przewodnik alpejski.
  - Peter Taugwalder syn (22 lata) – również przewodnik.
- Trzy dni później, 17 lipca 1865 roku po przebyciu grani włoskiej na szczycie stanął zespół Jean-Antoine Carrela.
- 21 lipca 1871 na szczycie Matterhornu jako pierwsza kobieta (w męskim zespole) stanęła Lucy Walker, było to 19. wejście na szczyt[3].
- W 1875 roku po raz pierwszy zdobyto szczyt zimą.
- W 1879 roku, 3 września, Albert F. Mummery, Alexander Burgener, J. Petrus i A. Gentinetta zdobyli szczyt granią Zmutt.
- W 1894 roku pierwsze polskie wejście, którego dokonali Marian Smoluchowski z towarzyszami[4].
- W 1911 roku po wielu próbach została przebyta trudna grań Furgg.
- W 1929 roku została zdobyta 1400-metrowa ściana zachodnia. Przebył ją w półtora dnia wiedeńczyk Fritz Herrmann, mając do dyspozycji tylko stary czekan, bez liny i raków.
- W dniach od 31 lipca do 1 sierpnia 1931 roku bracia Franz i Toni Schmid pokonali ścianę północną. Otrzymali za ten wyczyn złote medale olimpijskie na Olimpijskim Konkursie Sztuki i Literatury 1932.
- W 1959 roku pierwsze zimowe przejście ściany wschodniej przypadło w udziale Polakom: Stanisław Biel i Jan Mostowski przebyli ją w półtora dnia.
- W 1962 roku po raz pierwszy pokonano ścianę północną zimą.
- W lutym 1965 roku Walter Bonatti samotnie poprowadził nową drogę przez ścianę północną.

- Latem 1965 r. północną ścianę (drogą braci Schmid) przeszła pierwsza kobieta, Yvette Vaucher (w towarzystwie męża M. Vauchera i przewodnika z Zermatt O. Kroniga)[5].

- W 1967 roku ścianę północną przebył po raz pierwszy zespół kobiecy.
- W 1978 roku zespół kobiecy przeszedł ścianę północną zimą. Dokonały tego Polki: Anna Czerwińska, Krystyna Palmowska, Irena Kęsa, Wanda Rutkiewicz.

## Niebezpieczeństwa szczytu
Matterhorn jest jedną z najbardziej pożądanych zdobyczy alpinistycznych w całych Alpach. Np. w sezonie alpinistycznym 1980 zdobywało go przeciętnie 25 osób dziennie (a w niektórych dniach liczba ta przekraczała nawet 100). Pomimo że najłatwiejsza droga na szczyt ma trudności wspinaczkowe III (tj. w skali wspinaczkowej trudno) z miejscami IV  i prowadzi przez teren bardzo eksponowany, góra jest celem wycieczek alpinistów często niedoświadczonych lub źle wyposażonych, skuszonych sławą szczytu. Niebezpieczeństwa wynikają głównie z dużej ekspozycji, zmienności pogody, narażenia na burze oraz możliwości uderzenia spadającymi kamieniami.

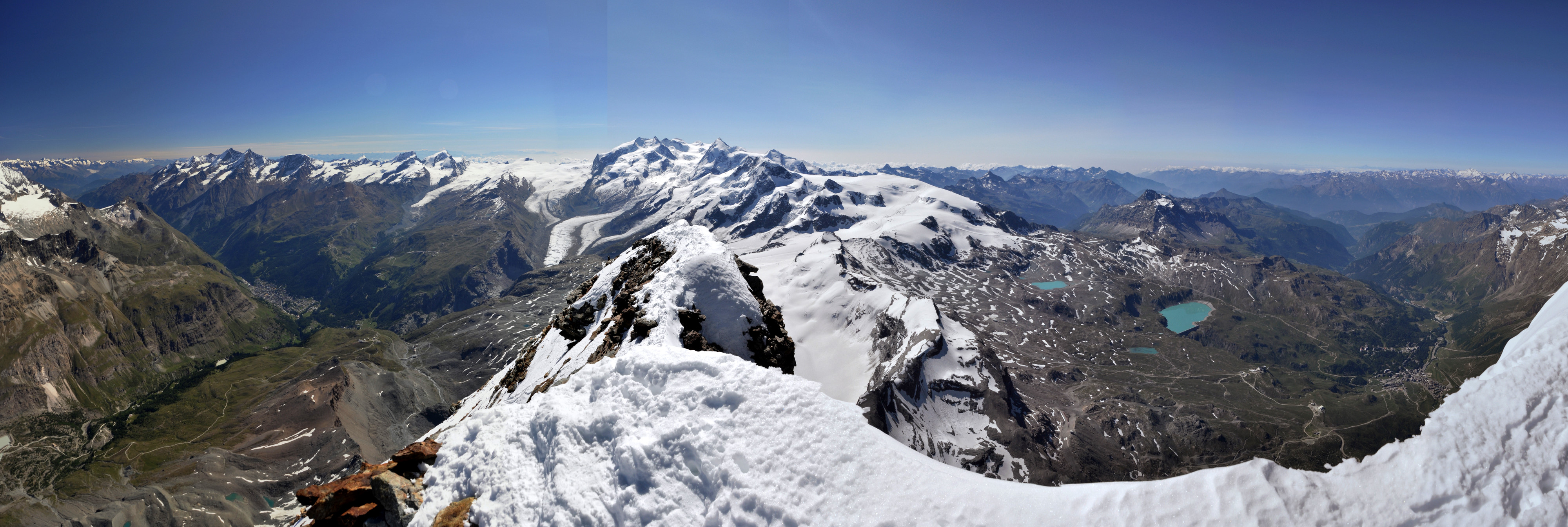
Panorama z wierzchołka